# Großheringen
Großheringen település Németországban, azon belül Türingiában. Lakosainak száma 616 fő (2023. december 31.). Großheringen Bad Sulza és Schmiedehausen községekkel határos.

## Népesség
A település népességének változása:
| Lakosok száma | 651  | 657  | 636  | 634  | 616  |
|               | 2017 | 2019 | 2021 | 2022 | 2023 |